# Войска специального назначения Народно-освободительной армии Китая
Войска специального назначения Народно-освободительной армии Китая (кит. трад. 中國人民解放軍特種部隊, упр. 中国人民解放军特种部队, пиньинь Zhōngguó Rénmín Jiěfàngjūn tèzhǒng bùduì, палл. чжунго жэньминь цзефанцзюнь тэчжун будуй) — общее название войск спецназа КНР, которые занимаются разведывательно-диверсионными операциями, борьбой против терроризма в стране и мире, а также проводят военную разведку. Войска представляют собой отряды быстрого реагирования, которые вступают в бой в локальных конфликтах и используют высокие технологии для собственного обеспечения и успешного проведения операций. 
Войска спецназа появились в КНР в 1988 году, что стало серьёзным изменением в военном мышлении КНР и поворотной точкой в военном деле. Китай, изучив итоги войн в Корее и Вьетнаме, окончательно отказался от концепции «народной войны» с численным превосходством и переключился на совместные операции с применением гибких сил, что и стало поводом для создания спецназа.

## История

### Образование и структура
Интерес НОАК к современной концепции боевых действий и тактике ведения боя пробудился в середине 1980-х годов, когда начались серьёзные политические изменения и начала постепенно распадаться двуполярная система мира. Военное руководство начало отказываться от теории «народной войны» и перешёл к концепции локального конфликта, когда победа одерживалась не за счёт численного превосходства, а за счёт технических и тактических навыков. Руководство НОАК полагало, что последующие конфликты будут протекать стремительно и на периферии, а о тотальной войне на территории КНР стоит забыть. Вследствие этого пехоту необходимо было модернизировать: китайцы исходили из своего опыта вооружённых столкновений с Вьетнамом, когда спецподразделения вьетнамцев оказывались эффективнее китайских войск.
Первые подразделения появились в 1988 году. В настоящее время в каждой армейской группе (общевойсковой армии) и эквивалентном ей военном корпусе действует одна бригада сил специальных операций, состоящая из нескольких батальонов. 15 бригад насчитывается в сухопутных войсках, по одной бригаде спецназа имеется в корпусах морской пехоты и ВДВ. Собственные спецподразделения есть и в  Народной вооружённой милиции Китая.

### Международные соревнования
Общественности силы специального назначения КНР были представлены впервые в 1998 году, когда участвовали на международных соревнованиях спецподразделений в Эстонии и заняли общекомандное 3-е место. С этого момента спецназовцы КНР стали регулярно участвовать в подобных соревнованиях, а их оперативники неоднократно попадали в призёры игр и даже побеждали. Так, в 2009 году на соревнованиях в Словакии китайцы заняли 8 первых мест и 6 вторых в 13 дисциплинах, в 2010 году на Кубке мира среди снайперов заняли 3-е место, а в 2011 году на том же Кубке одержали победу.
Китайцы регулярно участвуют на турнире в Иорданском центре обучения спецназа имени Абдуллы II, организуемом Вооружёнными силами Иордании. В 2012 и 2013 годах на турнирах в Иордании китайцы показывали лучший итоговый результат, повторив его в 2017 году («Небесный меч») и в 2018 году («Снежный барс»), причём в 2018 году в турнире не участвовали многие сильные команды (например, представители американского SEAL). В 2017 году отряд «Соколы» занял 3-е место в командном зачёте. В 2015 году отряд спецназа ВВС Китая участвовал в соревнованиях «Золотая сова-2015» в Казахстане и одержал победу, а на Армейских международных играх в России в том же году победил в дисциплине «Десантный взвод».

### Операции
23 декабря 2008 года впервые было объявлено об участии спецподразделений НОАК в военной операции: они должны были сопровождать три боевых корабля ВМС НОАК в ходе операции по охране и сопровождении торговых судов, шедших по маршруту, где часто орудовали сомалийские пираты. Китай предпринял подобные действия согласно мандату ООН в сотрудничестве с другими странами. Отряды спецназа участвовали в эвакуации граждан КНР из Йемена в 2014 году, а также в освобождении захваченных в заложники в Афганистане китайских рабочих (все были освобождены без единого выстрела). Пресса сообщала, что в Сирии в 2017 году находился ограниченный контингент войск КНР численностью до 5 тысяч человек, среди которых были и части специального назначения.

## Вооружение

### БПЛА
- BZK-006 прикреплён к разведывательным батальонам бригад спецназа сухопутных войск[16].
- БПЛА самолётного типа, запускаемый с руки. Разведывательные батальоны бригад спецназа сухопутных войск[16].
- Квадрокоптер с инфракрасной камерой. Разведывательные батальоны и взводы в других батальонах. Широко распространён в разных видах войск[16][17].
- Микро-БПЛА в виде уменьшенного квадрокоптера предназначен для поиска и уничтожения живой силы внутри зданий. Спецназовцы печатают микрокоптеры на 3D принтерах[18].
- Войска стали получать разведывательный БПЛА вертолётного типа, масса которого равна 35 г[19].
- Птицеподобные разведывательные и ударные орнитоптеры, которые подражают воробьям, орлам и другим птицам[20][21].

### Средства огневой поддержки
- PCL-171 — 122 мм самоходная гаубица[22].
- PCP-001 — 81 мм самоходный скорострельный миномёт[23][24].
- Переносные миномёты[22].
- Под вопросом остаётся ПТРК на шасси Dongfeng CSK-181 с противотанковой ракетой третьего поколения (HJ-12?), который поступает на вооружение неназванных бригад сухопутных войск[25].
- Переносные ПТРК.
- ПЗРК[22].

### Транспортная техника
- Donfeng CSK-181 — бронеавтомобиль, вооружённый пулемётом или АГС[22]. Это основная платформа лёгких мобильных подразделений сухопутных войск.
- CS/VN3 — лёгкая бронированная десантно-штурмовая машина ВДВ[3].
- Грузовики[22].
- Моторные и безмоторные резиновые лодки[17][26].
- Средства подводной доставки водолазов[27].

Парашютисты используют вертолёты и самолёты, которые к бригадам сил специальных операций не относятся. В составе бригад армейской авиации (помимо десантно-штурмовых бригад) или бригад спецназа сухопутных войск имеются десантно-штурмовые подразделения, оснащённые лёгкими вездеходами Lynx CS/VP4  и багги.

### Прочее вооружение
- QLU-11 — снайперский гранатомёт, задача которого поражать защищённые огневые точки, в том числе через амбразуру[30].
- 12,7 мм бронебойная снайперская винтовка[22].
- 7,62 мм снайперская винтовка[30].
- QBZ-191 — 5,8 мм штурмовая винтовка.
- QBZ-95 — 5,8 мм штурмовая винтовка.
- Подводный автомат, похожий на АПС[27].
- Дробовик. Спецназ Народной вооружённой милиции[31].
- CF-06 — устройство для стрельбы из пистолета из-за угла. Состоит на вооружении неизвестных подразделений и неясно, есть ли среди них спецназ[32].
- Арбалет[33].

## Обучение
Большая часть информации о войсках специального назначения засекречена, и лишь в 2014 году в прессе появились первые подробности подготовки бойцов спецназа. В целом служба в спецназе считается очень почётной в НОАК, однако отбор является крайне жёстким: по некоторым данным, только от 30 до 40% кандидатов проходят первый этап отбора. В подготовку бойцов входят базовый курс, единый для всех подразделений, и профессиональный курс, содержимое которого варьируется от места дислокации каждого подразделения. Бойцы спецназа обучаются навыкам выживания в чрезвычайной ситуации (в том числе тогда, когда у них нет запасов пищи и воды), а также участвуют в марш-бросках протяжённостью от 200 до 300 км, выполняя попутно боевые задачи от разведки и обхода засад до штурма и взятия «языка». В ходе обучения бойцы изучают все виды стрелкового оружия и взрывчатки (методы обнаружения взрывчатки, её обезвреживания и установки), компьютерную и электронную технику (также связи с использованием любых средств), иностранные языки и методы проникновения на территорию противника (в том числе вплавь).
Китайские спецназовцы проходят очень жёсткую физическую подготовку, прозванную «дорогой в ад» в связи с крайне высокими требованиями к бойцам и жёсткими нормативами. Бойцы подразделения спецназа НОАК для поддержания своей формы проводят занятия гимнастикой цигун, дважды в день совершают кросс с большой нагрузкой и ежедневно тренируют ударные поверхности тела в рамках занятий по рукопашному бою. В некоторых источниках выделяются следующие нормативы для спецназовцев:
- преодоление 5-километровой дистанции вплавь за 1 ч 20 мин со снаряжением массой в 10 кг[2][4]
- бег под дождём по пересечённой местности в полной экипировке на дистанцию от 3,3[34] до 3,5 км за 12 минут[2][4]
- кросс 5 км за 25 минут с тяжёлым вооружением[34]
- преодоление полосы препятствий протяжённостью 400 м за 1 мин 45 сек[34]
- 100 отжиманий за минуту[34]
- умение бросать гранату более чем на 50 м[34]
- для парашютистов — не менее 5 тысяч прыжков[34]
- для специалистов по морским операциям — не менее 1000 часов пребывания под водой с аквалангом[34]

## Список подразделений
- «Волшебный меч Востока» (Пекинский военный округ)[4]. Оценочная численность — 3 тысячи человек. Может участвовать в любых операциях, считается одним из лучших подразделений страны.
- «Стрела» (Пекинский военный округ). Образован в начале 1990-х годов под названием «Божественный меч», в операциях применяет высокотехнологичное оружие, среди которого — БПЛА и ослепляющие лазеры. Считается, что именно его нормативы физподготовки стали первыми известны общественности и признаются как единые для всех отрядов спецназа НОАК. В обязанности входит обеспечение безопасности Пекина[34].
- «Острый меч Южного Китая» или «Южный клинок» (Гуанчжоуский военный округ). Образован в 1988 году, первая разведывательная группа специального назначения НОАК. В 2000 году отряд расширен, стал первым отрядом китайского спецназа, который участвует в наземных, воздушных и морских операциях (наподобие SEAL). В физическую подготовку входят бег по пересечённой местности, скалолазание и плавание; в профессиональном обучении спецназовцы учатся применять самые современные технологии разведки местности[34].
- «Сокол» (Чэндуский военный округ). Образован в 1992 году, специализируется на обнаружении и отметке целей, воздушно-десантных операциях, саботаже и штурме, а также эвакуации. В отряде проводятся испытания нового концептуального снаряжения от цифровых систем до мобильных оружейных платформ. По данным пакистанской газеты Islamabad Times, именно этот отряд участвовал в освобождении заложников в Афганистане[2].
- «Сибирский тигр» (Синьцзянский военный округ)[15]. Участвует в наземных, воздушных и морских операциях. Личный состав особенно хорошо обучен выживанию как в одиночку, так и в группах, а также управлению любыми транспортными средствами. Как правило, требования к испытаниям по выживанию в отношении этого отряда нередко ужесточаются как минимум на две трети от заявленного норматива[34].
- «Летящий дракон» (Нанкинский военный округ)[4]. Сухопутное подразделение, образовано в 1992 году, специализируется на нетрадиционных методах ведения боевых действий. В 1997 году на учениях провёл нападение на скрытый аэродром с применением беспилотных летательных аппаратов и вертолётов и участием парашютистов[34].
- «Оскар» (Нанкинский военный округ)
- «Ночные тигры» (Ланчжоуский военный округ)[15]. Первое контртеррористическое подразделение НОАК, образованное в 2000 году. Считается, что его корни уходят в эпоху второй японо-китайской войны[34].
- «Орёл» (Цзинаньский военный округ). Участвует в наземных, воздушных и морских операциях, занимается разведкой. Подготовка солдат направлена на повышение их выносливости и усиления их качеств в ближнем бою, чему способствуют регулярные кроссы и практика гимнастики цигун[34].
- «Острый меч синего неба» (военно-воздушные силы)[4]. Официально образован в сентябре 2011 года. Личный состав учится управлению четырьмя видами летательных аппаратов и восемью типами парашютов, а также осваивает 15 методик прыжков с парашютом[34]. Предназначен для обеспечения стратегического преимущества. Личный состав участвовал в соревнованиях «Золотая сова — 2015», где одержал победу[11][12], а также в I Армейских международных играх (победители дисциплины «Десантный взвод»)[13].
- «Морской дракон» (военно-морские силы)[4]. Традиционно носят чёрную форму, в декабре 2008 года впервые стали известны общественности после отправки к побережью Сомали для охраны китайских военных судов. Несли службу в Аденском заливе на протяжении более 300 дней[34]. Организовали эвакуацию 600 граждан КНР и 225 иностранцев в марте 2015 года из порта Аден во время гражданской войны[35].

## В массовой культуре
- Сюжет с эвакуацией гражданских лиц из Йемена силами спецназа ВМС НОАК лёг в основу китайско-гонконгского фильма «Операция в Красном море» 2018 года[36][4].
- Одними из наиболее известных фильмов, главные герои которого — военнослужащие спецназа НОАК, являются фильмы Джеки Ву[англ.] «Война волков» и «Война волков 2». В обоих фильмах главную роль (Лэн Фэн) сыграл сам Джеки Ву. Критики отметили, что второй фильм стал одним из самых успешных фильмов в КНР и первым серьёзным китайским остросюжетным фильмом, сравнимым с голливудскими, а фильм даже попытались выдвинуть на премию «Оскар» за лучший иностранный фильм[4].
- В онлайн-шутере Warface присутствует платный скин для игроков «Отряд „Ночные тигры“» с соответствующей символикой[источник не указан 1520 дней].